# Mudra (Adelsgeschlecht)
Mudra ist der Name eines aus Schleife bei Muskau in der Oberlausitz stammenden Adelsgeschlechts.

## Geschichte und Stammlinie
Das Geschlecht ist erstmals mit bäuerlichem Grundbesitz im Dorfe Schleife, westlich von Muskau in der Oberlausitz feststellbar, wo der Name, wie auch im Spreewald und in Böhmen sehr verbreitet ist.
Die Familie Mudra wurde am 16. Juni 1913 durch A.K.O. durch Kaiser Wilhelm II. in den preußischen Adelsstand erhoben. Die Verleihung des Adelsdiploms an Bruno von Mudra (1851–1931), preußischer General der Infanterie und Kommandierender General des XVI. Armee-Korps, erfolgte am 18. Februar 1914.
Aus Mudras Ehe mit Paula Schött (* 26. Juni 1860 in Rheydt; † 22. November 1937 in Schwerin), der Tochter des Fabrikbesitzers Hermann Schött und der Sofie Wilhelmine Jansen, die am 12. Oktober 1886 in Rheydt geschlossen wurde, gingen zwei Kinder hervor:
- Herbert Emil Bruno von Mudra (* 22. Dezember 1887 in Berlin; † 6. Januar 1945 in Bad Kissingen), Oberst und Wehrbezirkskommandeur. Heiratete am 10. August 1918 in Straßburg Ellinor Tornow (* 4. Juni 1893 in Baden in der Schweiz), Tochter des Großkaufmanns Max Leonhard Tornow und der Ida Maximiliane Nieriker.
  - Rosmarie Ludovika von Mudra (* 28. April 1919 in Konstanz; † 23. September 2013 in Starnberg); ⚭ am 27. April 1942 Rolf von Tresckow (* 20. September 1909 in Frankfurt an der Oder), geschieden am 7. Dezember 1957.
  - Herbert Bruno Maximilian Alexander von Mudra (* 5. April 1924 in Frankfurt am Main; † 2. Mai 1945 bei Bremervörde), Leutnant im Panzergrenadierregiment 115.
- Edith von Mudra (* 28. Oktober 1892 in Berlin; 17. Juli 1942 in Schwerin) ⚭ am 6. Oktober 1914 in Wiesbaden Karlheinz Moelle (* 12. April 1890 in Kassel), Hauptmann und Kaufmann.

Die Familie ist seit 1945 im Mannesstamm ausgestorben.

## Wappen
Das Wappen (1913) ist geteilt und zeigt oben in Schwarz einen wachsenden zweischwänzigen Löwen, unten zwei schwarze Schräglinksbalken. Auf dem gekrönten Helm mit schwarz-goldenen Decken der Löwe wachsend.
Das Wappen derer von Mudra entspricht dem der ebenfalls ausgestorbenen Freiherren von Mudrach, mit denen aber keine Stammverwandtschaft besteht.

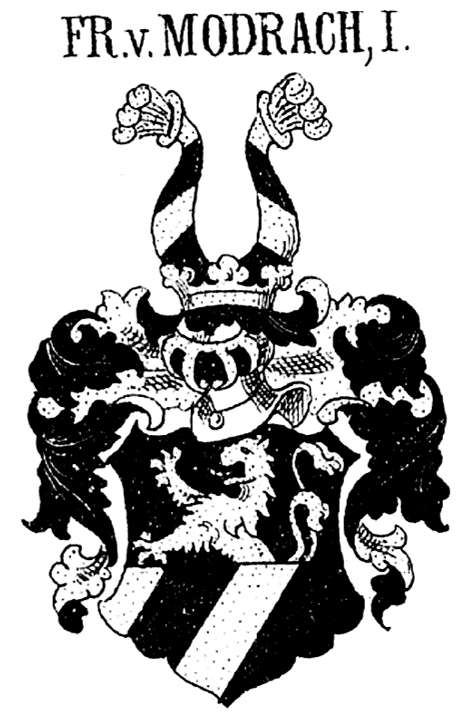
Wappen der Freiherren von Modrach/Mudrach